# Erronea rabaulensis
Erronea rabaulensis is een slakkensoort uit de familie van de Cypraeidae. De wetenschappelijke naam van de soort is voor het eerst geldig gepubliceerd in 1964 door Schilder.